# Dmytro Zabirczenko
Dmytro Ołeksandrowycz Zabirczenko (ukr. Дмитро Олександрович Забірченко; ur. 15 czerwca 1984 w Drużkiwce) – ukraiński koszykarz, występujący na pozycji rozgrywającego, reprezentant kraju, po zakończeniu kariery zawodniczej trener koszykarski, obecnie trener BK Tarnopol oraz kadry Ukrainy U–18.

## Osiągnięcia
Stan na 30 kwietnia 2022, na podstawie, o ile nie zaznaczono inaczej.

### Drużynowe
- Mistrz Ukrainy (2003, 2004, 2011)
- Wicemistrz Ukrainy (2005, 2009, 2013)
- Brązowy medalista mistrzostw Ukrainy (2002, 2014, 2015, 2016)
- Zdobywca Pucharu Ukrainy (2002, 2003, 2012, 2015)
- Finalista Pucharu Ukrainy (2010, 2016)
- Uczestnik rozgrywek międzynarodowych:
  - Eurocup (2010/2011)
  - EuroChallenge (2008–2010)

### Indywidualne
- Uczestniki meczu gwiazd ligi ukraińskiej (2009–2012)

### Reprezentacja
Seniorska
- Uczestnik mistrzostw:
  - świata (2014 – 18. miejsce)
  - Europy (2011 – 17. miejsce, 2013 – 6. miejsce)
  - kwalifikacji do Eurobasketu (2009, 2011, 2013)

Młodzieżowa
- Zwycięzca Global Games U–21 (2004)
- Uczestnik:
  - uniwersjady (2007)
  - mistrzostw Europy U–20 (2004 – 10. miejsce)
  - kwalifikacji do Eurobasketu U–20 (2004)
  - Global Games U–21 (2003, 2004)